# Alessandro Duranti
Alessandro Duranti (Roma, 17 de setembro de 1950) é um linguista e antropólogo italiano, membro da Academia de Artes e Ciências dos Estados Unidos e professor da Universidade da Califórnia em Los Angeles. Bacharel em Linguística pela Universidade de Roma, onde estudou etnolinguística, conquistou o Ph.D. na Universidade do Sul da Califórnia em 1981, após estudar línguas bantas, sob orientação de Larry Hyman. Sua tese, The Fono: a samoan speech event, baseada em treze meses de pesquisas de campo na ilha de Upolu, em Samoa, estendeu o modelo dos eventos de fala de Dell Hymes.
Duranti se debruçou a uma perspectiva antropológica dos estudos da linguagem, teorizando sobre contexto, ambiente bicultural/bilíngue e padrões gramaticais, além de rever a prática etnográfica. Fundador da revista Pragmatics, faz críticas à teoria dos atos de fala, expandindo-a para uma discussão mais ampla sobre intencionalidade e intersubjetividade.

## Obras

### Livros
- 1979 – (com E. Byarushengo and L.M. Hyman) Haya Grammatical Structure. Los Angeles: Department of Linguistics, University of Southern California.
- 1981 – The Samoan Fono: a sociolinguistic study – Canberra: The Australian National University, Pacific Linguistics Monograph B80
- 1992a – Etnografia del parlare quotidiano – Rome: La Nuova Italia Scientifica/Carocci Editore.
- 1992b – (Ed. com Charles Goodwin) Rethinking Context: Language as an Interactive Phenomenon. Cambridge: Cambridge University Press.
- 1994 – From Grammar to Politics: Linguistic Anthropology in a Western Samoan Village – Berkeley & Los Angeles: University of California Press.[5]
- 1997 – Linguistic Anthropology. Cambridge:Cambridge University Press [Italian translation: Antropologia del Linguaggio. Roma: Meltemi; Spanish translation: Antropología Lingüistica. Madrid: Cambridge University Press][6]
- 2001 – (Ed.)  Key Terms in Language and Culture. Malden, Mass.: Blackwell[7]
- 2001 – (Ed.) Linguistic Anthropology: A Reader – Malden, Mass: Blackwell.[8]
- 2004 – (Ed.) A Companion to Linguistic anthropology – Malden, Mass: Blackwell[9]
- 2007 – Etnopragmatica. La forza nel parlare. Rome: Carocci Editore
- 2009 – (Ed.) Linguistic Anthropology: A Reader. Second Edition – Malden, Mass: Wiley-Blackwell.[10]
- 2012 – (com E. Ochs and B.B. Schieffelin) (Eds.) Handbook of Language Socialization. – Malden, Mass: Wiley-Blackwell.[11]
- 2015 – The Anthropology of Intentions: Language in a World of Others – Cambridge, UK: Cambridge University Press.[3]

### Artigos e capítulos
- 1979 – (com E. Ochs) "Left-dislocation in Italian Conversation." In Syntax and Semantics, vol. 12: Discourse and Syntax, ed by T. Givon, 377-416. New York: Academic Press.
- 1981 – "Speechmaking and the Organization of Discourse in a Samoan Fono." Journal of the Polynesian Society 90: 357-400.
- 1983 – "Samoan Speechmaking Across Social Events: One Genre in and out of a Fono." Language in Society 12: 1-30.
- 1984 – "The Social Meaning of Subject Pronouns in Italian Conversation." Text 6: 277-311.
- 1985 – "Sociocultural Dimensions of Discourse." Handbook of Discourse Analysis, Vol. 1, ed. by T.A. van Dijk. London: Academic Press, pp. 193–230.
- 1986 – (com E. Ochs) "Literacy Instruction in a Samoan Village." In Acquisition of Literacy: Ethnographic Perspectives, ed. by B.B. Schieffelin & P. Galimore, pp. 213–232, Ablex.
- 1988 – "Ethnography of Speaking: Toward a Linguistics of the Praxis." In Linguistics: The Cambridge Survey, vol. VI. Language: The Socio-cultural Context, ed. by F. J. Newmyer. Cambridge: Cambridge U Press, pp. 210–228.
- 1990a – (com E. Ochs) "Genitive Constructions and Agency in Samoan Discourse." Studies in Language 14-1: 1-23.
- 1990b – "Doing Things With Words: Conflict, Understanding, and Change in a Samoan Fono." In Disentangling: Conflict Discourse in Pacific Societies, ed. by K. Watson-Gegeo & G. White. Stanford: Stanford University Press, pp. 459–89.
- 1990c – "Code Switching and Conflict Management in Samoan Multiparty Interaction." Pacific Studies 14:1, 1-23.
- 1990d – "Politics and Grammar: Agency in Samoan Political Discourse." American Ethnologist 17, 4: 36-56.
- 1992 – "Language and Bodies in Social Space: Samoan Ceremonial Greetings." American Anthropologist 94: 657-91.
- 1993a – "Truth and Intentionality: Towards an Ethnographic Critique." Cultural Anthropology 8 (2): 214-245.
- 1993b – "Beyond Bakhtin or the Dialogic Imagination in Academia." Pragmatics 3 (3): 333-340
- 1995 – (com E. Ochs & E. K. Ta`ase) "Change and Tradition in Literacy Instruction in a Samoan American Community." Educational Foundations, 9:57-74.
- 1996 – "Mediated Encounters with Pacific Cultures: Three Samoan Dinners." In P. Reill and D. Miller (Eds.) Visions of Empire: Voyages, Botany, and Representation of Nature, Cambridge: Cambridge University Press, pp. 326–34.
- 1997a – "Indexical Speech Across Samoan Communities". American Anthropologist 99: 342-54.
- 1997b – (com E. Ochs). "Syncretic Literacy in a Samoan American Family." In Lauren B. Resnick, Roger Säljö, Clotilde Pontecorvo and Barbara Burge (Eds.) Discourse, Tools, and Reasoning: Essays on Situated Cognition. Berlin: Springer, pp. 169–202.
- 1997c – "Universal and Culture-Specific Properties of Greetings." Journal of Linguistic Anthropology 7: 63-97.
- 1997d – (com E. Ochs) "Syncretic Literacy in a Samoan American Family." In Discourse, Tools, and Reasoning: Essays on Situated Cognition. Eds. L.B. Resnick, R. Säljö, C. Pontecorvo and B. Burge. Berlin: Springer, pp. 169–202.
- 1997e – "Indexical Speech Across Samoan Communities." American Anthropologist 99: 342-54.
- 1997f – "Polyphonic Discourse: Overlapping in Samoan Ceremonial Greetings." Text 17:349-81.
- 2004 – "Jazz Improvisation: A Search for Hidden Harmonies and a Unique Self." Ricerche di Psicologia. 3, pp. 71–101.
- 2005 – "On Theories and Models." Discourse Studies 7:409-429.
- 2006a – "Narrating the Political Self in a Campaign for the U.S. Congress." Language in Society 35(4): 467-97.
- 2006b – "The Social Ontology of Intentions." Discourse Studies 8 (1):31-40.
- 2008 – "Further Reflections on Reading Other Minds." Anthropological Quarterly 81(2):pp. 483–494.
- 2009a – "The Relevance of Husserl's Theory to Language Socialization." Journal of Linguistic Anthropology 19(2):205-226.
- 2009b – "The Force of Language and its Temporal Unfolding." Language in Life and a Life in Language: Jacob Mey – A Festschrift Ed. By Kenneth Turner and Bruce Fraser. Emerald Group Publishers, pp. 63–71.
- 2010 – "Husserl, Intersubjectivity and Anthropology." Anthropological Theory 10(1):1-20.
- 2011 – "Linguistic Anthropology: Language as a Non-Neutral Medium." The Cambridge Handbook of Sociolinguistics Ed. By Raj Mesthrie. Cambridge University Press.
- 2012a – "Anthropology and Linguistics." In ASA Handbook of Social Anthropology, ed. by Richard Fandon, O. Harris, T. H.J. Marchand, M. Nuttall, C. Shore, V. Strang, and R.A. Wilson. Los Angeles & London: Sage, pp. 12–23.
- 2012b – (com S. Black) "Socialization and Improvisation." In A. Duranti, E. Ochs, and B.B. Schieffelin (Eds.) Handbook of Language Socialization. Malden, Mass.: Wiley-Blackwell.
- 2013 – "Husserl." In Encyclopedia of Theory in Social and Cultural Anthropology, edited by R. J. McGee and R. L. Warms. Thousand Oaks, CA: Sage.
- 2014 – (com J. Throop) "Attention, Ritual Glitches, and Attentional Pull: The President and the Queen." Phenomenology and the Cognitive Sciences. November Issue, pp. 1–28.